# (18658) Rajdev
(18658) Rajdev (1998 FX31) – planetoida z pasa głównego asteroid okrążająca Słońce w ciągu 3,69 lat w średniej odległości 2,39 j.a. Odkryta 20 marca 1998 roku.